# Pittosporum suatinum
Pittosporum suatinum är en tvåhjärtbladig växtart som beskrevs av Richard Schodde. Pittosporum suatinum ingår i släktet Pittosporum och familjen Pittosporaceae. Inga underarter finns listade.